# Трофимець Ігор Костянтинович
Ігор Костянтинович Трофимець (каз. Игорь Константинович Трофимец, 20 серпня 1996, Актобе) — казахстанський футболіст, воротар клубу «Шахтар» (Караганда).

## Біографія
Вихованець «Актобе». У 2016 році підписав професійний контракт з «червоно-білими». Дебют голкіпера за «Актобе» відбувся в гостьовій грі проти «Астани» 23 жовтня 2016 року. Всього за рідну команду провів 36 матчів в усіх турнірах, також грав за резервні команди у нижчих лігах.
У березні 2020 року перейшов в шимкентський «Ордабаси», але так і не зіграв жодної гри за першу команду і у липні 2021 року став гравцем «Шахтаря» (Караганда).

## Титули і досягнення
- Володар Кубка Казахстану (1):

«Актобе»: 2024